# Sweetwater (Texas)
Sweetwater település az Amerikai Egyesült Államok Texas államában, Nolan megyében, melynek megyeszékhelye is. Lakosainak száma 10 622 fő (2020. április 1.).

## Népesség
A település népességének változása:
| Lakosok száma | 10 906 | 10 518 | 10 622 |
|               | 2010   | 2018   | 2020   |